# فاييه وونغ
فاييه وونغ (بالصينية: 天后) هي مغنية وكاتبة أغاني وممثلة هونغ كونغية صينية ولدت في يوم 8 أغسطس 1969 في مدينة بكين عاصمة الصين، سافرت إلى هونغ كونغ البريطانية في سنة 1987 وإشتهرت بغناء البوب الصيني ونالت عدة جوائز ونالت شعبية كبيرة في الصين وهونغ كونغ وتايوان وسنغافورة  في التمثيل مثلت في فلم 2046 في 2004 ومثلت في أفلام ومسلسلات أخرى، كما عملت كمؤدية صوت في ألعاب الفيديو، في حياتها تزوجت فاي وونغ مرتين الأولى كانت من المغني الصيني دو واي والذي انفصلت عنه في سنة 1999 والثانية كانت مع الممثل لي يابينغ وألتي انفصلت عنه في سنة 2013 ولديها طفلين فتاة وولد.

## وصلات خارجية
- فاييه وونغ على موقع IMDb (الإنجليزية)
- فاييه وونغ على موقع ألو سيني (الفرنسية)
- فاييه وونغ على موقع ميوزك برينز (الإنجليزية)
- فاييه وونغ على موقع أول موفي (الإنجليزية)
- فاييه وونغ على موقع قاعدة بيانات الأفلام السويدية (السويدية)
- فاييه وونغ على موقع قاعدة بيانات الأفلام السويدية (السويدية)
- فاييه وونغ على موقع إن إن دي بي (الإنجليزية)
- فاييه وونغ على موقع أول ميوزيك (الإنجليزية)
- فاييه وونغ على موقع أول ميوزيك (الإنجليزية)
- فاييه وونغ على موقع أول ميوزيك (الإنجليزية)

- فاييه وونغ على قاعدة بيانات الأفلام على الإنترنت